# Арский, Павел Александрович
Павел Александрович Арский (Афанасьев; 26 октября [7 ноября] 1886, д. Королёво Юхновского уезда Смоленской губернии ― 20 апреля 1967, Москва) ― советский поэт и драматург, очеркист.

## Биография
Родился в крестьянской семье. Учился в церковно-приходской школе в Полтаве (1896—1898), далее рассыльный, фабричный рабочий, каменщик. С 1904 года моряк Черноморского флота, за революционную деятельность осуждён, бежал, жил на нелегальном положении. Сослан в поселок Дрек под Казанью. В 1915 году призван в армию, служил в Павловском полку. Участвовал в солдатских волнениях в Петрограде 3—5 июля 1917 года. Избран заместителем председателя полкового комитета.
С 1918 года сотрудник большевистской газеты «Псковский Набат», затем работал в ленинградском Пролеткульте, очеркистом в газете «Правда», вступил в большевистскую партию.

## Награды
- 2 ордена Трудового Красного Знамени (11.07.1956; 12.11.1966)
- медали

## Творчество

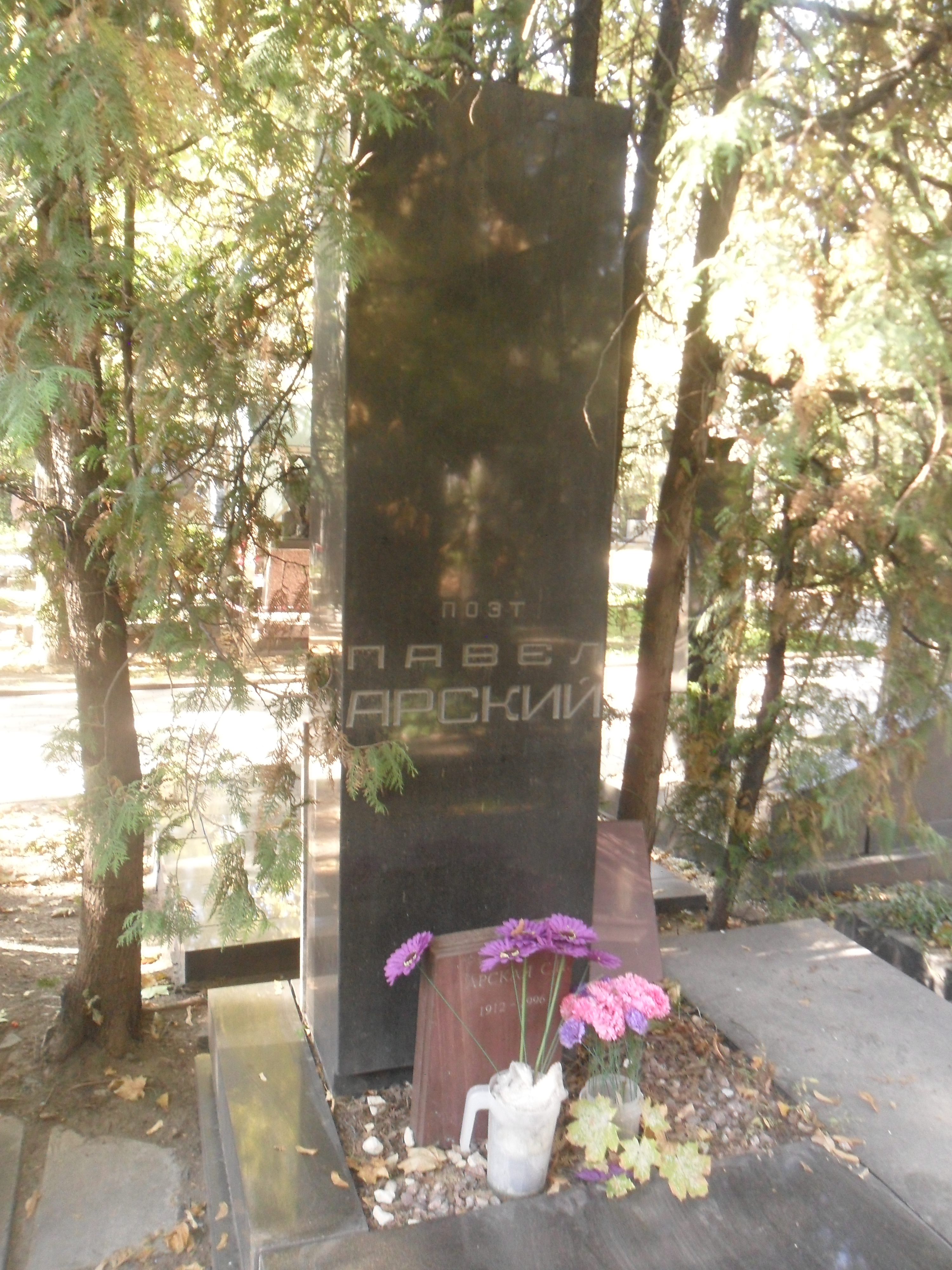
Могила Арского на Новодевичьем кладбище Москвы.

Первое стихотворение «Красное знамя» (1905) написано Арским в тюрьме. Стихотворение в четыре строки, напечатанное в газете «Правда» стало популярным: «Царь испугался, издал манифест: мёртвым свобода! Живых под арест!».
В 1917 году в «Правде» публикует стихи «Солдатская баллада», «Встреча Ленина»:
Встаньте, заводы,/В огне баррикад,/Ленин приехал/В родной Петроград!
В 1919 году Пролеткульт выпустил первый сборник его стихов «Песни борьбы». Написаны они в стихотворной традиционной манере, без особых изысков. Поэт воспевает торжество революции, победу рабочего класса.
Далее им изданы: драматический этюд «За Красные Советы» (1920), две книги рассказов — «Метла революции» (1922) и «Кровь рабочего», трагедия «Голгофа» (1924) ― из времён Парижской Коммуны, стихи «Серп и молот» (1925), «Даешь кооперацию» (1925), комедия «Мокрое дело» (1927), роман «Человек у конвейера» (1929), пьеса «Атаман Булак-Балахович» (1929), «Годы грозовые» (1958) и др. Писал тексты песен, сценки, скетчи, инсценировки.
Все эти произведения забыты, кроме непритязательного лирического стихотворения «В парке Чаир», на которое композитор Константин Листов написал песню, ставшую популярной.
Похоронен на Новодевичьем кладбище.
Семья — сын Александр, погиб в Великую Отечественную войну, внучка — писательница Наталья Арская.